# Sheikh-Zayed-Brücke
Die Sheikh-Zayed-Brücke ist eine von drei Brücken, die die Stadt Abu Dhabi mit dem Festland verbinden. Die Gesamtlänge der Brücke beträgt 842 Meter. Sie ist nach dem Scheich Zayid benannt, dem ersten Präsidenten der Vereinigten Arabischen Emirate. Ihre zwei vierspurigen Fahrbahnen werden von S-förmigen Bögen getragen, welche die Sanddünen des Wüstenlandes thematisieren und von der britisch-irakischen Architektin Zaha Hadid vorgeschlagen wurden.
Sie wurde nach achtjähriger Bauzeit am 25. November 2010 eröffnet. Es wurden 250.000 m3 Beton und 80.000 t Bewehrungsmaterial verbaut. Das Bauwerk ist in seinen Dehnungseigenschaften für einen Temperaturbereich von 0 Grad bis 60 Grad Celsius ausgelegt; für die Erdbebensicherheit sorgen starke Schwingungsdämpfer.
Die Konstruktionskosten beliefen sich nach vielen Projektverzögerungen und finanziellen Streitigkeiten zwischen der Regierung als Auftraggeber und den Baufirmen auf rund 270 Millionen US-Dollar. Ursprünglich hätte die Brücke bereits 2006 eröffnet werden sollen.
Die Sheikh-Zayed-Brücke soll als Entlastung der beiden bisherigen Brücken zwischen dem Festland und Abu Dhabi, der Maqta-Brücke und der Mussafah-Brücke, dienen.
Die Brücke wird in verschiedenen Farben beleuchtet. Das Beleuchtungskonzept wurde von Rogier van der Heide erarbeitet und von Philips ausgeführt.
Kritiker bemängeln das Tragwerk der Brücke, das rein nach visuellen Gesichtspunkten entworfen worden wäre und für die Aufnahme des Kräfteflusses nicht optimal ausgelegt sei.